# Лебединцев, Арсений Гаврилович
Арсений Гаврилович Лебединцев (2 [14] марта 1818, Яблоновка, Каневский уезд — 21 февраля [5 марта] 1898, Одесса, Херсонская губерния) — священнослужитель XIX века, магистр богословия (1843), участник обороны Севастополя (1854—1855).

## Биография
Родился в многодетной священнической семье (4 сына и 5 дочерей). Все братья — Арсений, Пётр (1820—1896), Андрей (1826—1903) и Феофан (1828—1888) — получили одинаковое образование: в Богуславском духовном училище, Киевской духовной семинарии и Киевской духовной академии.
В 1839 году Арсений окончил Киевскую духовную семинарию, а в 1843 году — Киевскую духовную академию со степеню магистра богословия. Преподавал в Одесской духовной семинарии греческий язык и всеобщую историю, профессор.
С 1848 года служил в Севастополе — протоиерей Петропавловского собора, благочинный всех церквей Севастопольского округа. Во время Крымской войны — духовник вице-адмирала Владимира Корнилова, духовник Крестовоздвиженской общины сестёр милосердия, участник обороны Севастополя, «за отличное усердие и самоотвержение, оказанное во время осады Севастополя», награждён наперсным крестом на Георгиевской ленте.